# Людвіг I (ландграф Тюрингії)
Людвіг I (нім. Ludwig I.; помер 12 січня 1140) — 2-й ландграф Тюрінгії з династії Людовінгів. Син Людвіга Скакуна і його дружини Адельгейди фон Штаде.
У 1123 успадкував від батька графство Тюрингія, яким правив під ім'ям Людвіг III.
У 1131 отримав від імператора Лотаря II титул ландграфа, який у 1112–1130 носив Герман I фон Вінценбург, а до нього у Німеччині взагалі не використовувався.
Завдяки одруженню Людвіга з Гедвігою фон Гуденсберг, дочкою гессенського графа Гізо IV, і завдяки укладеному у 1123 шлюбу матері Гедвіги— Кунігунди фон Бильштайн з його молодшим братом Генріхом Распе, після смерті Гізо V (1137) і Кунігунди (1140) Людовінги успадкували значні земельні володіння в Гессені. У їх числі графство Гессен-Гуденсберг, яке в 1137 відійшло Людвігу.
Після смерті імператора Лотаря Людвіг Тюрингський перейшов на бік Гогенштауфенів, які саме в той час почали свою боротьбу з Вельфами за панування у Німеччині.
Ландграф Людвіг помер 12 січня 1140 і був похований в монастирі Райнхардсбрунн. Йому спадкував Людвіг II.